# Carrega Ligure
Carrega Ligure (piemontiul: Cariegà, ligur nyelven: Carega) település Olaszországban, Piemont régióban, Alessandria megyében. Lakosainak száma 86 fő (2023. január 1.). Carrega Ligure Cabella Ligure, Fascia, Gorreto, Mongiardino Ligure, Ottone, Propata, Valbrevenna és Vobbia községekkel határos.

## Népesség
A település népességének változása:
| Lakosok száma | 84   | 86   | 86   |
|               | 2017 | 2018 | 2023 |